# The Yellow Claw
The Yellow Claw é um filme policial britânico de 1921, dirigido por René Plaissetty e estrelado por Sydney Seaward, Arthur Cullin e Harvey Braban. Foi filmado algumas partes em Cricklewood Studios. O filme foi baseado do romance de 1915, The Yellow Claw, de Sax Rohmer.

## Elenco
- Sydney Seaward - Inspetor Dunbar
- Arthur Cullin - Dr. Cumberley
- Harvey Braban - Gaston Max
- Annie Esmond - Denise Ryland
- Norman Page - Soames
- Kitty Fielder
- Kiyoshi Takase - Ho-Pin
- A.C. Fotheringham-Lysons - Henry Leroux
- Mary Massart - Helen Cumberley
- Cyril Percival - John Howard Edel
- Ivy King - Sra. Leroux
- June - Sra. Vernon
- Eric Albury - Gianopolis
- Geoffrey Benstead - Sowerby